# Kleidotoma brevicornis
Kleidotoma brevicornis är en stekelart som beskrevs av Thomson 1862. Kleidotoma brevicornis ingår i släktet Kleidotoma, och familjen glattsteklar. Arten är reproducerande i Sverige.